# Киньонес, Нельсон
Нельсон Джовани Киньонес Итурре (исп. Nelson Giovany Quiñónes Iturre; род. 20 августа 2002, Тумако, Нариньо) — колумбийский футболист, нападающий клуба «Хьюстон Динамо».

## Клубная карьера
Киньонес — воспитанник клуба «Онсе Кальдас». 25 июля 2021 года в матче против «Хагуарес де Кордова» он дебютировал в Категории Примере A. 6 ноября в поединке против «Энвигадо» Нельсон забил свой первый гол за «Онсе Кальдас».
27 июля 2022 года Киньонес был арендован американским клубом «Хьюстон Динамо» на один год с опцией выкупа. В MLS он дебютировал 27 августа в матче против «Миннесоты Юнайтед», заменив Кори Бэрда на 81-й минуте. 6 июня 2023 года в четвертьфинале Открытого кубка США против «Чикаго Файр» он забил свой первый гол за «Хьюстон Динамо». 10 июня в поединке против «Лос-Анджелеса» Нельсон забил свой первый гол в MLS. 13 июля «Хьюстон Динамо» реализовал опцию выкупа Киньонеса и подписал с ним контракт до конца сезона 2025 с клубной опцией продления на сезон 2026. 27 сентября в финале Открытого кубка США против «Интер Майами» он заработал пенальти, реализованный Амином Басси, и помог «Хьюстон Динамо» завоевать трофей. В составе сборной Колумбии до 23 лет на Предолимпийском турнире КОНМЕБОЛ 2024 Киньонес получил травму колена, из-за чего пропустил весь сезон 2024.

## Международная карьера
В составе сборной Колумбии до 23 лет Киньонес принял участие в Предолимпийском турнире КОНМЕБОЛ 2024 в Венесуэле, заменив травмированного Кенера Валенсию.

## Достижения
Клубные
 «Хьюстон Динамо»
- Обладатель Открытого кубка США — 2023